# Copa Intercontinental da FIFA
A Copa Intercontinental da FIFA (português brasileiro) ou Taça Intercontinental da FIFA (português europeu), oficialmente Coupe Intercontinentale de la FIFA (em francês), é uma competição anual internacional entre clubes de futebol masculino realizada pela Federação Internacional de Futebol (FIFA), o órgão dirigente global do esporte.
O novo formato do mundial anual estreou em 2024 como a continuidade da Copa do Mundo de Clubes da FIFA. A competição conta com os campeões de clubes das seis confederações da FIFA, sendo jogada como um torneio eliminatório, com a equipe europeia recebendo vaga direta na decisão global. O torneio anual de clubes da FIFA com "novo formato... uma evolução do torneio anterior que coroa anualmente o principal clube do mundo", possui competições intercontinentais anexas, a Copa África-Ásia-Pacífico, o Dérbi das Américas e a Copa Challenger, antes da final que define o campeão mundial anual.
As primeiras duas partidas, pela Copa África-Ásia-Pacífico da FIFA, são realizadas nos países dos times mandantes. O Catar, que recebeu duas edições do torneio anual — em 2019 e 2020 — assim como a Copa do Mundo FIFA, em 2022, foi o país anfitrião das partidas 3, 4 e 5, em 2024.
De acordo com a FIFA, desde que foi lançada pela primeira vez em 2000 com o antigo nome, a Copa Intercontinental se desenvolveu para se tornar o principal torneio anual de clubes, entrando em uma nova fase a partir de 2024 com o estabelecimento dessa nomenclatura. O regulamento do mundial anual define que o evento é a continuação do torneio anual de clubes, anteriormente conhecido como Copa do Mundo de Clubes da FIFA, em linha com o objetivo e esforços da entidade para reformatar a competição, que foi renomeada para Copa Intercontinental da FIFA. A nomenclatura é herdada da antiga competição mundial, a Copa Intercontinental, a qual foi unificada com os torneios anuais da FIFA com a denominação de "Intercontinental" no documento de estatísticas do torneio quadrienal.

## História
Em 16 de dezembro de 2022, o presidente da FIFA, Gianni Infantino, anunciou um novo e expandido Mundial de Clubes da FIFA, com trinta e duas equipes, previsto para ser disputado a partir de 2025. Em 17 de dezembro de 2023, o Conselho da FIFA definiu que a nova competição da entidade, de frequência quadrienal, possui Mundial de Clubes FIFA como nome oficial. A Copa do Mundo de Clubes da FIFA de 2023 foi, portanto, a última edição do torneio anual com este nome e então formato, que concentrava sete times (os seis campeões continentais e o representante do país-sede), o qual foi reformatado e renomeado como Copa Intercontinental da FIFA.
As confederações expressaram à FIFA a necessidade de seus campeões ainda jogarem entre si, anualmente, para "estimular a competitividade". Em 14 de março de 2023, o Conselho da FIFA aprovou um conceito estratégico para a competição anual de clubes a partir de 2024, mais tarde nomeada como Copa Intercontinental da FIFA. A primeira edição do novo formato ocorreu entre 22 de setembro e 18 de dezembro de 2024.
O troféu é semelhante ao das edições de 2005 a 2023, quando o mundial anual da FIFA se chamava Campeonato Mundial de Clubes (em 2005) ou Copa do Mundo de Clubes (a partir de 2006). O novo troféu é maior verticalmente, possui a "bola-mundo" com um dourado mais branco e difere em detalhes na base. No Campeonato Mundial de 2000, que possuía outro sistema de disputa (dois grupos e final), o troféu também era diferente.
No contexto de sua criação, a FIFA publicou matérias unificando a antiga Copa Intercontinental, a qual já reconhecia como mundial desde 2017, com os seus próprios mundiais. O tira-teima entre os campeões continentais da UEFA e da CONMEBOL, em jogo único ou ida e volta, foi disputado de 1960 a 2004. Em um texto, a entidade afirma que o Real Madrid disputaria sua "décima primeira final de competição de clubes da FIFA"; em outro, denominou a edição de 1992 de Copa Intercontinental da FIFA. Em 2025, o antigo torneio anual renomeado foi chamado de "Copa Intercontinental" disputada nos anos de 2016 e 2022 por exemplo. A FIFA nomeou a última edição com o antigo nome como Copa Intercontinental da FIFA de 2023.
| “                                                                                  | Criamos um novo Mundial de Clubes (da FIFA)... uma competição que será um sonho realizado... Também revitalizaremos a Copa Intercontinental (FIFA), onde o vencedor da Liga dos Campeões (UEFA) enfrentará o vencedor do resto do mundo todos os anos. | ” |
| — Gianni Infantino, presidente da FIFA no 74º Congresso da entidade, Bangkok 2024, | |   |

Após a reunião realizada pela FIFA, em 5 de março de 2025, a entidade confirmou a realização da edição de 2025 entre 10 de dezembro — Derby das Américas — e 17 de dezembro — final. O local das fases finais da competição (realizadas em uma única sede) ainda não foi anunciada pela FIFA.

## Formato
A competição conta com os campeões da principal competição de clubes de cada uma das seis confederações continentais: Liga dos Campeões da AFC, Liga dos Campeões da CAF, Copa dos Campeões da CONCACAF, Copa Libertadores, Liga dos Campeões da OFC e Liga dos Campeões da UEFA.
Jogam em sistema eliminatório, portanto, os seis campeões continentais do ano presente, como nas edições de 2005 e 2006 da Copa do Mundo de Clubes da FIFA, apenas com um novo chaveamento.
Existe uma divisão em duas chaves: AFC/CAF/OFC e CONCACAF/CONMEBOL. Em mando de campo definido por melhor posição no ranking da FIFA, o campeão da OFC enfrenta o campeão asiático ou africano, o que é revezado a cada ano. Esta alternância foi definida a partir de um sorteio para a primeira edição. O vencedor prossegue contra o outro campeão continental, também com direito de sede ao melhor ranqueado. O confronto entre os campeões da CONCACAF e CONMEBOL ocorre em campo neutro. Em princípio, ocorreria em um dos dois continentes representados.
Os vencedores das duas chaves se enfrentam pelo play-off, cujo ganhador encontra o campeão da UEFA na final. Estes últimos dois jogos também ocorrem em campo neutro. Não existe uma "disputa pelo quarto lugar" entre os perdedores da segunda fase (assim como no regulamento do "Super" Mundial de Clubes FIFA não existe o jogo pela terceira posição), os quais recebem a mesma premiação.

### Esquema
Anos pares
|  | Primeira fase                         | Primeira fase                 |                               |  | Segunda fase | Segunda fase |  |  | Play-off da final | Play-off da final |  |  | Final | Final |
|  |                                       |                               |                               |  |              |              |  |  |                   |                   |  |  |       |       |
|  | Play-off da Copa África-Ásia-Pacífico |                               |                               |  |              |              |  |  |                   |                   |  |  |       |       |
|  |                                       |                               |                               |  |              |              |  |  |                   |                   |  |  |       |       |
|  | Campeão da AFC                        |                               |                               |  |              |              |  |  |                   |                   |  |  |       |       |
|  | Copa África-Ásia-Pacífico             |                               |                               |  |              |              |  |  |                   |                   |  |  |       |       |
|  | Campeão da OFC                        |                               |                               |  |              |              |  |  |                   |                   |  |  |       |       |
|  | Vencedor da AFC/OFC                   |                               |                               |  |              |              |  |  |                   |                   |  |  |       |       |
|  |                                       |                               |                               |  |              |              |  |  |                   |                   |  |  |       |       |
|  |                                       |                               | Campeão da CAF                |  |              |              |  |  |                   |                   |  |  |       |       |
|  |                                       |                               |                               |  |              |              |  |  |                   |                   |  |  |       |       |
|  |                                       |                               | Copa Challenger               |  |              |              |  |  |                   |                   |  |  |       |       |
|  |                                       |                               |                               |  |              |              |  |  |                   |                   |  |  |       |       |
|  | Campeão da Copa África-Ásia-Pacífico  |                               |                               |  |              |              |  |  |                   |                   |  |  |       |       |
|  |                                       |                               |                               |  |              |              |  |  |                   |                   |  |  |       |       |
|  |                                       | Campeão do Dérbi das Américas |                               |  |              |              |  |  |                   |                   |  |  |       |       |
|  |                                       |                               |                               |  |              |              |  |  |                   |                   |  |  |       |       |
|  | Dérbi das Américas                    |                               |                               |  |              |              |  |  |                   |                   |  |  |       |       |
|  |                                       |                               |                               |  |              |              |  |  |                   |                   |  |  |       |       |
|  | Campeão da CONCACAF                   |                               |                               |  |              |              |  |  |                   |                   |  |  |       |       |
|  |                                       |                               |                               |  |              |              |  |  |                   |                   |  |  |       |       |
|  |                                       |                               | Campeão da CONMEBOL           |  |              |              |  |  |                   |                   |  |  |       |       |
|  |                                       |                               |                               |  |              |              |  |  |                   |                   |  |  |       |       |
|  |                                       |                               | Copa Intercontinental da FIFA |  |              |              |  |  |                   |                   |  |  |       |       |
|  |                                       |                               |                               |  |              |              |  |  |                   |                   |  |  |       |       |
|  | Campeão da Copa Challenger            |                               |                               |  |              |              |  |  |                   |                   |  |  |       |       |
|  |                                       |                               |                               |  |              |              |  |  |                   |                   |  |  |       |       |
|  |                                       |                               | Campeão da UEFA               |  |              |              |  |  |                   |                   |  |  |       |       |
|  |                                       |                               |                               |  |              |              |  |  |                   |                   |  |  |       |       |
|  |                                       |                               |                               |  |              |              |  |  |                   |                   |  |  |       |       |
|  |                                       |                               |                               |  |              |              |  |  |                   |                   |  |  |       |       |
|  |                                       |                               |                               |  |              |              |  |  |                   |                   |  |  |       |       |
|  |                                       |                               |                               |  |              |              |  |  |                   |                   |  |  |       |       |
|  |                                       |                               |                               |  |              |              |  |  |                   |                   |  |  |       |       |
|  |                                       |                               |                               |  |              |              |  |  |                   |                   |  |  |       |       |
|  |                                       |                               |                               |  |              |              |  |  |                   |                   |  |  |       |       |
|  |                                       |                               |                               |  |              |              |  |  |                   |                   |  |  |       |       |
|  |                                       |                               |                               |  |              |              |  |  |                   |                   |  |  |       |       |
|  |                                       |                               |                               |  |              |              |  |  |                   |                   |  |  |       |       |
|  |                                       |                               |                               |  |              |              |  |  |                   |                   |  |  |       |       |
|  |                                       |                               |                               |  |              |              |  |  |                   |                   |  |  |       |       |
|  |                                       |                               |                               |  |              |              |  |  |                   |                   |  |  |       |       |
|  |                                       |                               |                               |  |              |              |  |  |                   |                   |  |  |       |       |
|  |                                       |                               |                               |  |              |              |  |  |                   |                   |  |  |       |       |
|  |                                       |                               |                               |  |              |              |  |  |                   |                   |  |  |       |       |
|  |                                       |                               |                               |  |              |              |  |  |                   |                   |  |  |       |       |
|  |                                       |                               |                               |  |              |              |  |  |                   |                   |  |  |       |       |
|  |                                       |                               |                               |  |              |              |  |  |                   |                   |  |  |       |       |
|  |                                       |                               |                               |  |              |              |  |  |                   |                   |  |  |       |       |
|  |                                       |                               |                               |  |              |              |  |  |                   |                   |  |  |       |       |

Anos ímpares
|  | Primeira fase                         | Primeira fase                 |                               |  | Segunda fase | Segunda fase |  |  | Play-off da final | Play-off da final |  |  | Final | Final |
|  |                                       |                               |                               |  |              |              |  |  |                   |                   |  |  |       |       |
|  | Play-off da Copa África-Ásia-Pacífico |                               |                               |  |              |              |  |  |                   |                   |  |  |       |       |
|  |                                       |                               |                               |  |              |              |  |  |                   |                   |  |  |       |       |
|  | Campeão da CAF                        |                               |                               |  |              |              |  |  |                   |                   |  |  |       |       |
|  | Copa África-Ásia-Pacífico             |                               |                               |  |              |              |  |  |                   |                   |  |  |       |       |
|  | Campeão da OFC                        |                               |                               |  |              |              |  |  |                   |                   |  |  |       |       |
|  | Vencedor da CAF/OFC                   |                               |                               |  |              |              |  |  |                   |                   |  |  |       |       |
|  |                                       |                               |                               |  |              |              |  |  |                   |                   |  |  |       |       |
|  |                                       |                               | Campeão da AFC                |  |              |              |  |  |                   |                   |  |  |       |       |
|  |                                       |                               |                               |  |              |              |  |  |                   |                   |  |  |       |       |
|  |                                       |                               | Copa Challenger               |  |              |              |  |  |                   |                   |  |  |       |       |
|  |                                       |                               |                               |  |              |              |  |  |                   |                   |  |  |       |       |
|  | Campeão da Copa África-Ásia-Pacífico  |                               |                               |  |              |              |  |  |                   |                   |  |  |       |       |
|  |                                       |                               |                               |  |              |              |  |  |                   |                   |  |  |       |       |
|  |                                       | Campeão do Dérbi das Américas |                               |  |              |              |  |  |                   |                   |  |  |       |       |
|  |                                       |                               |                               |  |              |              |  |  |                   |                   |  |  |       |       |
|  | Dérbi das Américas                    |                               |                               |  |              |              |  |  |                   |                   |  |  |       |       |
|  |                                       |                               |                               |  |              |              |  |  |                   |                   |  |  |       |       |
|  | Campeão da CONCACAF                   |                               |                               |  |              |              |  |  |                   |                   |  |  |       |       |
|  |                                       |                               |                               |  |              |              |  |  |                   |                   |  |  |       |       |
|  |                                       |                               | Campeão da CONMEBOL           |  |              |              |  |  |                   |                   |  |  |       |       |
|  |                                       |                               |                               |  |              |              |  |  |                   |                   |  |  |       |       |
|  |                                       |                               | Copa Intercontinental da FIFA |  |              |              |  |  |                   |                   |  |  |       |       |
|  |                                       |                               |                               |  |              |              |  |  |                   |                   |  |  |       |       |
|  | Campeão da Copa Challenger            |                               |                               |  |              |              |  |  |                   |                   |  |  |       |       |
|  |                                       |                               |                               |  |              |              |  |  |                   |                   |  |  |       |       |
|  |                                       |                               | Campeão da UEFA               |  |              |              |  |  |                   |                   |  |  |       |       |
|  |                                       |                               |                               |  |              |              |  |  |                   |                   |  |  |       |       |
|  |                                       |                               |                               |  |              |              |  |  |                   |                   |  |  |       |       |
|  |                                       |                               |                               |  |              |              |  |  |                   |                   |  |  |       |       |
|  |                                       |                               |                               |  |              |              |  |  |                   |                   |  |  |       |       |
|  |                                       |                               |                               |  |              |              |  |  |                   |                   |  |  |       |       |
|  |                                       |                               |                               |  |              |              |  |  |                   |                   |  |  |       |       |
|  |                                       |                               |                               |  |              |              |  |  |                   |                   |  |  |       |       |
|  |                                       |                               |                               |  |              |              |  |  |                   |                   |  |  |       |       |
|  |                                       |                               |                               |  |              |              |  |  |                   |                   |  |  |       |       |
|  |                                       |                               |                               |  |              |              |  |  |                   |                   |  |  |       |       |
|  |                                       |                               |                               |  |              |              |  |  |                   |                   |  |  |       |       |
|  |                                       |                               |                               |  |              |              |  |  |                   |                   |  |  |       |       |
|  |                                       |                               |                               |  |              |              |  |  |                   |                   |  |  |       |       |
|  |                                       |                               |                               |  |              |              |  |  |                   |                   |  |  |       |       |
|  |                                       |                               |                               |  |              |              |  |  |                   |                   |  |  |       |       |
|  |                                       |                               |                               |  |              |              |  |  |                   |                   |  |  |       |       |
|  |                                       |                               |                               |  |              |              |  |  |                   |                   |  |  |       |       |
|  |                                       |                               |                               |  |              |              |  |  |                   |                   |  |  |       |       |
|  |                                       |                               |                               |  |              |              |  |  |                   |                   |  |  |       |       |
|  |                                       |                               |                               |  |              |              |  |  |                   |                   |  |  |       |       |
|  |                                       |                               |                               |  |              |              |  |  |                   |                   |  |  |       |       |
|  |                                       |                               |                               |  |              |              |  |  |                   |                   |  |  |       |       |

### Troféus intercontinentais
Além do troféu de campeão da Copa Intercontinental na final, são disputadas outras três taças de campeão: a Copa África-Ásia-Pacífico (disputada pelos representantes da AFC, CAF e OFC), o Dérbi das Américas (disputada pelos representantes da CONMEBOL e CONCACAF) e a Copa Challenger (disputada pelo campeão do Dérbi das Américas contra o campeão da Copa África-Ásia-Pacífico). Este segundo, o "Dérbi" das Américas (em português), foi antes chamado pela FIFA de "Clássico".

## Campeões

### Por clube
| País        | Títulos  | Vices    |
| ----------- | -------- | -------- |
| Real Madrid | 1 (2024) | 0        |
| Pachuca     |          | 1 (2024) |

## Premiações
| Ano  | Bola de Ouro    | Bola de Prata     | Bola de Bronze | Artilheiro          | Ref.   |
| ---- | --------------- | ----------------- | -------------- | ------------------- | ------ |
| 2024 | Vinícius Júnior | Federico Valverde | Elías Montiel  | Soufiane Rahimi (2) | [ 41 ] |

## Participações

### Ano a ano
| Ano  | UEFA                | CONMEBOL  | CONCACAF  | AFC     | CAF      | OFC           |
| ---- | ------------------- | --------- | --------- | ------- | -------- | ------------- |
| 2024 | Real Madrid         | Botafogo  | Pachuca   | Al Ain  | Al-Ahly  | Auckland City |
| 2025 | Paris Saint-Germain | a definir | Cruz Azul | Al-Ahli | Pyramids | Auckland City |